# Cyphon kongsbergensis
Cyphon kongsbergensis är en skalbaggsart som beskrevs av Munster 1924. Cyphon kongsbergensis ingår i släktet Cyphon, och familjen mjukbaggar. Arten är reproducerande i Sverige.